# جورج نوكس ميريل
جورج نوكس ميريل (بالإنجليزية: George Knox Merrill) هو أخصائي فطريات وعالم نبات أمريكي، ولد في 16 أكتوبر 1864، وتوفي في 21 أكتوبر 1927.